# Moravská tetanura

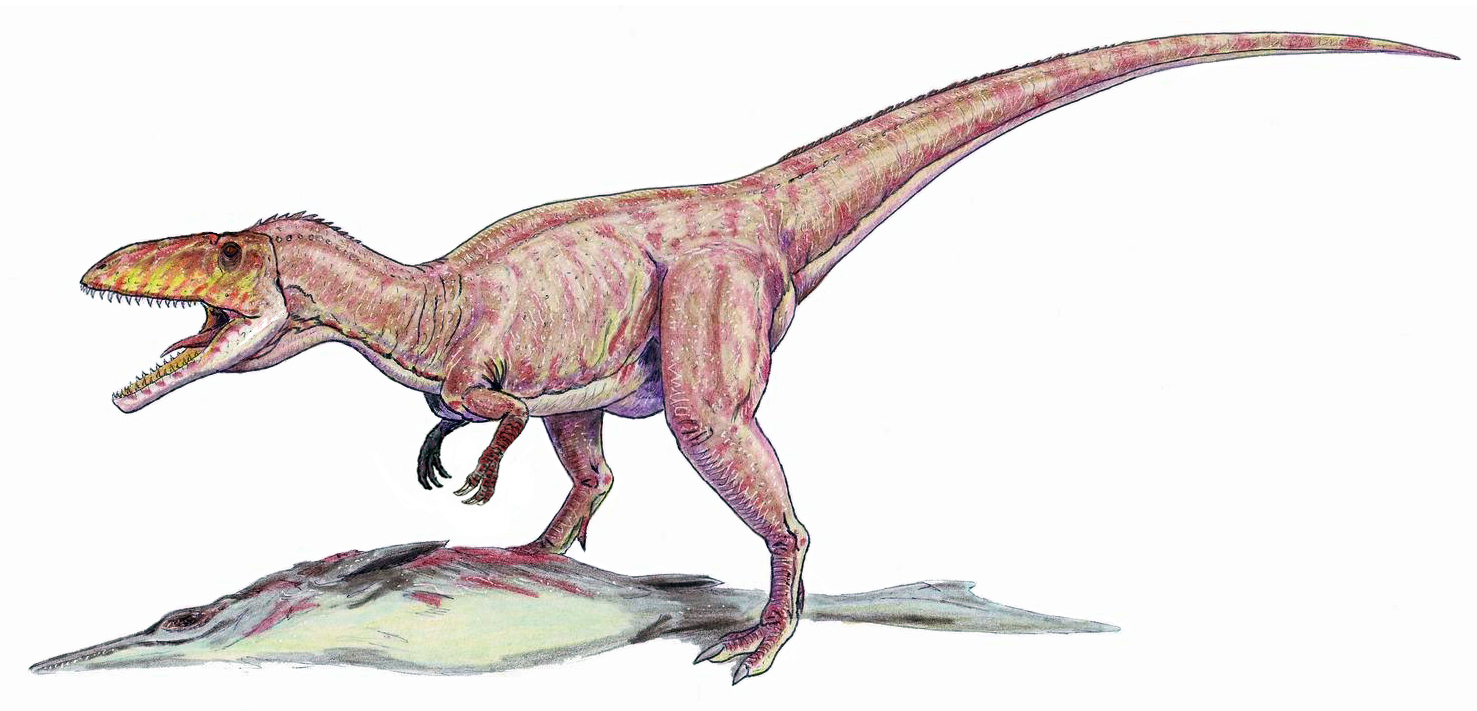
Rekonstrukce přibližného vzezření jedince rodu Eustreptospondylus. Takto nějak mohla vypadat i "moravská tetanura".

Moravská tetanura (jedná se o příslušníka kladu Tetanurae) je neoficiální název pro formálně nepopsaného dravého dinosaura (teropoda), žijícího v období pozdní jury (věk oxford, před 163 až 157 miliony let) na území současné jižní Moravy.

## Objev
Z tohoto dinosaura je znám pouze jediný fosilní zub, objevený již v době před druhou světovou válkou a identifikovaný paleontologem Danielem Madziou (tehdy studentem PřF MU v Brně) v letech 2012 až 2014. Fosilie je součástí sbírek PřF MU a jedná se o dosud jediný fosilní objev dravého dinosaura na území České republiky. Fosilie byly objeveny v lokalitě zvané Švédské valy v Brně, patrně na začátku 20. století. Jedná se o rozlehlou karbonátovou platformu, v jejíchž sedimentech byly objeveny například také početné fosilie zubů pliosauridů (dravých mořských plazů z kladu Plesiosauria).

## Popis
Objevený fosilní zub má černou barvu a jeho korunka měří zhruba 25 mm. Na základě tvaru a geologického stáří zubu lze konstatovat, že se v případě jeho původce pravděpodobně jednalo o menšího (asi 5 metrů dlouhého) teropoda ze skupiny Megalosauridae nebo Sinraptoridae (s menší pravděpodobností pak z čeledi Allosauridae). Podobně jako jeho příbuzní měl nejspíš prodlouženou a z boku zploštělou lebku, kratší tříprsté přední končetiny a silné zadní končetiny i ocas. V době existence tohoto dinosaura byla značná část území dnešní České republiky zalita mělkým mořem a tito dinosauři pravděpodobně obývali jeho břehy. Představovali lovce menších až středně velkých obratlovců, zejména býložravých dinosaurů a menších praptáků, ptakoještěrů, savců, krokodýlovitých plazů apod. Více o těchto dávných obyvatelích Moravy zatím nevíme.
Blízkým příbuzným moravské tetanury mohly být západoevropské druhy Streptospondylus altdorfensis a Eustreptospondylus oxoniensis, které žily přibližně ve stejné době a mohly být dravému dinosaurovi od Brna také anatomicky podobní.